# Muzeum Ziemi Sochaczewskiej i Pola Bitwy nad Bzurą
Muzeum Ziemi Sochaczewskiej i Pola Bitwy nad Bzurą – mieści się w klasycystycznym budynku ratusza w Sochaczewie z lat 30. XIX w. Podczas kampanii wrześniowej 1939 w ratuszu mieścił się punkt dowodzenia obroną miasta. W budynku ratusza siedziba muzeum znajduje się od 1977 roku.
W 1977 roku otrzymało status muzeum państwowego, aktualnie jest samorządową jednostką kultury powołaną przez Burmistrza Miasta Sochaczewa. Gromadzenie eksponatów prowadzone było z inicjatywy Stowarzyszenia Miłośników Ziemi Sochaczewskiej w Sochaczewie już od początku lat 70. i Macieja Wojewody – dyrektora muzeum od chwili powstania do marca 2015 roku. Od kwietnia 2015 roku nowym dyrektorem muzeum został Paweł Rozdżestwieński. Funkcję tę pełnił do września 2021 roku. Od 29 kwietnia 2022 roku do 9 października 2024 dyrektorem był dr Michał Górny. Od 9 października 2024 roku dyrektorem jest Radosław Jarosiński.

## Wystawy
Wystawy stałe:

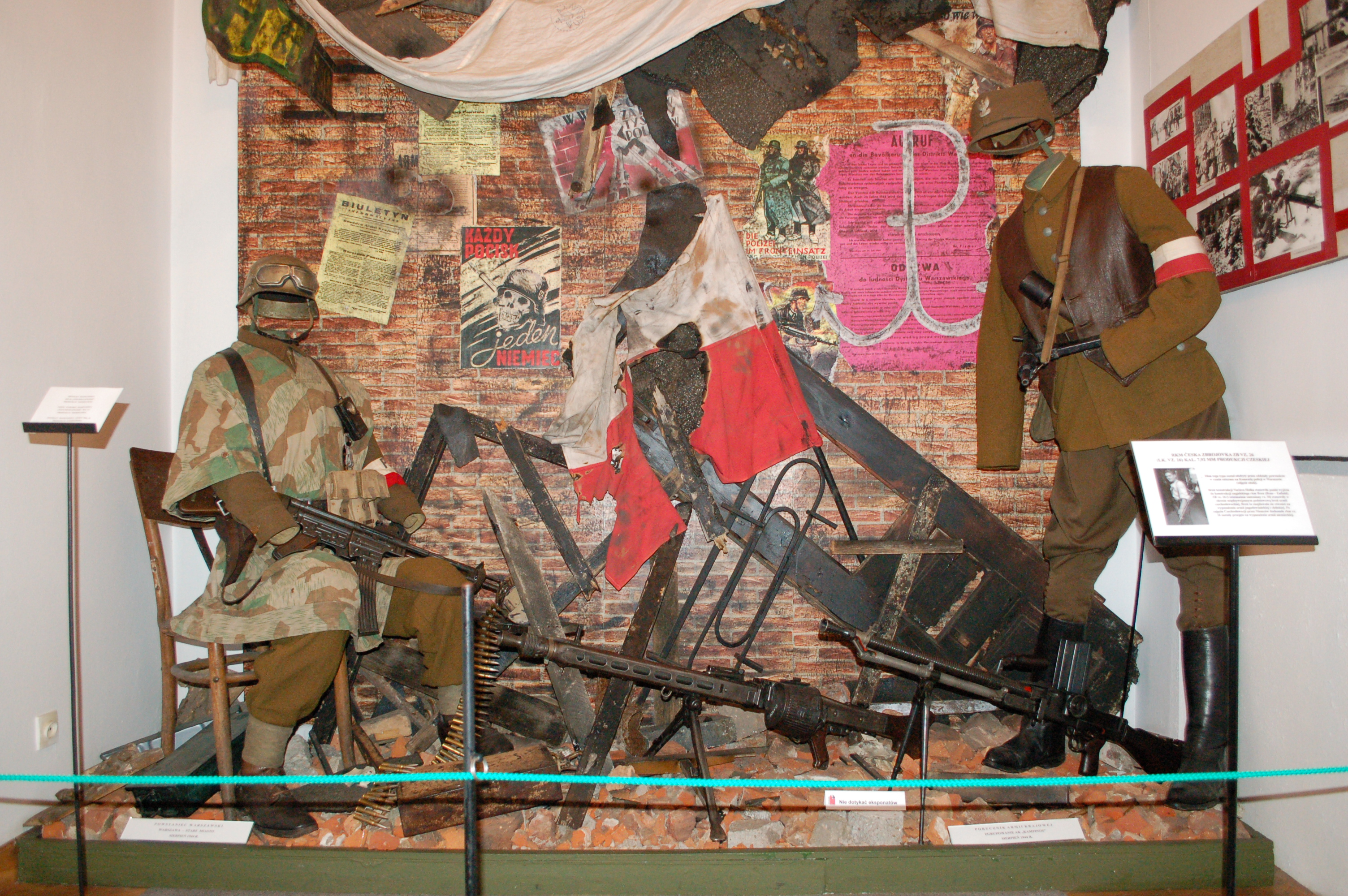
Wystawa w muzeum

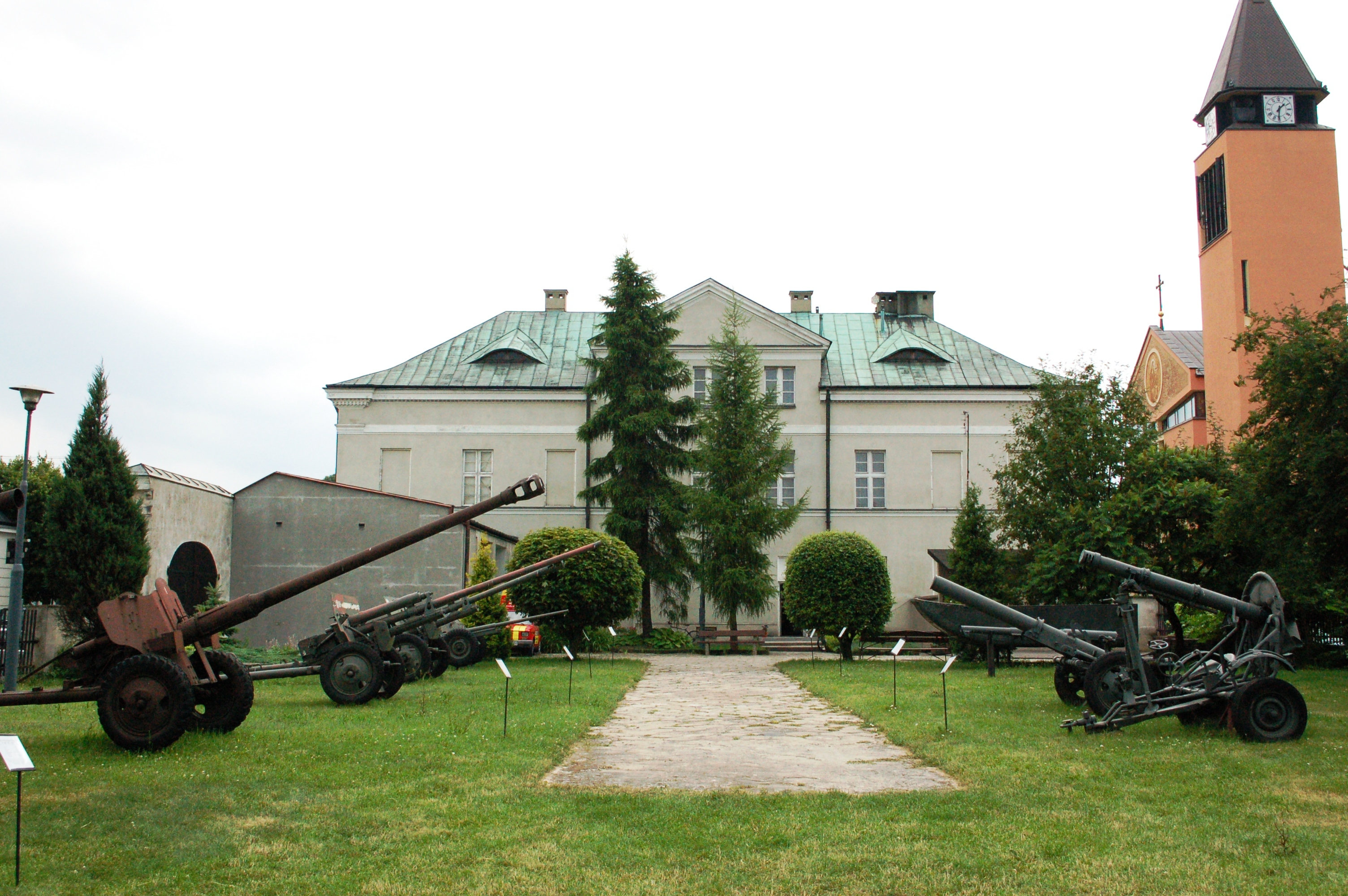
Ekspozycja plenerowa muzeum

- „Pole bitwy 1939–1945” – „Gdy bój nad Bzurą wrzał...” – prezentuje eksponaty z czasów II wojny światowej[1]. Są to między innymi: broń strzelecka, sprzęt, dokumenty, zdjęcia, umundurowanie i oporządzenie żołnierzy Wojska Polskiego walczących w bitwie nad Bzurą we wrześniu 1939 r.[9] W muzeum znajdują się pamiątki m.in. po generale dywizji Tadeuszu Kutrzebie, gen. brygady Franciszku Władzie i gen. brygady Stanisławie Grzmocie-Skotnickim.
- „Nad Bzurą bez zmian” – wystawa opowiada o bitwie nad Bzurą i Rawką toczonej w rejonie Sochaczewa między armią pruską a rosyjską w latach 1914–01915.
- „Archeologia Ziemi Sochaczewskiej” – zespół eksponatów z wykopalisk Ziemi Sochaczewskich od czasów prehistorycznych do średniowiecza.

Wystawy plenerowe:
- Za budynkiem muzeum znajduje się ekspozycja plenerowa sprzętu bojowego Wojska Polskiego – do najcenniejszych eksponatów należą: ponton saperski z 1939 roku, lufa armaty wz. 1897 kal. 75 mm oraz artyleria z okresu II wojny światowej, czołg T-34/85, działo przeciwlotnicze oraz samolot MiG-21 w wersji R[10], ze stacjonującego w tym mieście (Sochaczew-Bielice) w latach 1963–1997 32 pułku rozpoznania taktycznego.

Wystawy czasowe przedstawiają zbiory związane z tematyką regionalną, religijną, sztuką ludową i inne.

## Godziny otwarcia
- poniedziałek – nieczynne,
- wtorek–niedziela w godz. 10.00–16.00[12].